# Национальная академия внутренних дел Украины
Национальная академия внутренних дел (укр. Національна академія внутрішніх справ) — первое в системе МВД Украины высшее учебное заведение, которое занимает ведущее место в системе вузов государства и имеет широкое международное признание.

## История академии
Почти столетняя история её становления берёт свой отсчёт 11 июня 1921 с основания местных курсов милиционеров Харьковской губернии. Именно эта дата считается днём рождения нынешней Национальной академии внутренних дел. Через год на базе курсов была создана Школа старшего командного состава рабоче-крестьянской милиции УССР, а решением СНК УССР от 25 декабря 1922 года Школа была реорганизована с принятием на государственное обеспечение. После дальнейших необходимых организационных мероприятий 23 октября 1923 заведение переименовано на Всеукраинскую школу милиции и уголовного розыска. Вновь образовательное учреждение получило статус республиканского и начало готовить старший командный состав для органов милиции всей Украины.
В 1925 году Всеукраинскую школу передислоцировано из Харькова в Киев, где в 1936 году учебное заведение получает новое название - Школа старшего начальствующего состава рабоче-крестьянской милиции имени В. А. Балицкого, а еще через год - Киевская школа усовершенствования начальствующего состава рабоче-крестьянской милиции. В таком статусе она просуществовала до лета 1941 года.
В конце Великой Отечественной войны школа возобновила свою работу. Впоследствии она имела ряд реорганизаций и переименований.
Определяющей вехой в истории учебного заведения стал 1960-й - год создания Высшей школы МВД УССР путем объединения филиала Высшей школы МВД СССР и Киевской специальной средней школы милиции (с 1968 года учебное заведение стали именовать Киевской высшей школой МВД СССР). Именно с тех пор началось ее развитие как высшего учебного заведения.
После провозглашения независимости Украины постановлением Кабинета Министров Украины от 27 января 1992 создано Украинскую академию внутренних дел с признанием ее главным научным и учебно-методическим центром в системе ведомственных высших учебных заведений, а в декабре 1996 года, согласно Указу Президента Украины, вновь академии предоставлено статус Национальной. Через девять лет, в сентябре 2005 года, академию переименовано в Киевский национальный университет внутренних дел. Распоряжением Кабинета Министров Украины «О реорганизации некоторых высших учебных заведений Министерства внутренних дел» от 27 августа 2010 года № 1709-р КНУВД реорганизовано в Национальную академию внутренних дел.

## Текущая деятельность
Национальная академия внутренних дел предоставляет образовательные услуги по подготовке специалистов степеней высшего образования бакалавра и магистра по специальностям: «Право», «Правоохранительная деятельность», «Публичное управление и администрирование» и «Психология». В профильных институтах и факультетах на дневной и заочной формах обучается более 15 тыс. слушателей, курсантов и студентов. С 2016 года функционирует кафедра военной подготовки офицеров запаса.
В юридическом лицее учатся дети, чьи родители - сотрудники правоохранительных органов, погибли или получили увечья при исполнении служебных обязанностей, в том числе в районе проведения антитеррористической операции.
Выпускники академии на различных должностях несут службу в каждом подразделении МВД Украины и Национальной полиции Украины, а также работают в органах прокуратуры, юстиции, СБУ, Государственной фискальной службы, Государственной пенитенциарной службы, судебных органах, в юридической сфере и т.п. Среди них нынешние и бывшие руководители центральных органов исполнительной власти, подразделений правоохранительной и судебной системы. Именно Национальная академия подготовила первых патрульных полицейских для Киева и области и успешно продолжает эту деятельность.
Академия является членом Ассоциации Европейских полицейских колледжей, участником Конференции руководителей высших учебных заведений полиции стран Центральной и Восточной Европы, поддерживает рабочие отношения с международными организациями, образовательными и полицейскими учреждениями многих стран, обеспечивает подготовку персонала для миротворческих миссий ООН.
В НАВД функционируют шесть специализированных ученых советов по защите диссертаций на соискание степеней высшего образования доктора наук и доктора философии, открытых по девяти специальностям. Сформировались и успешно развиваются научные школы по проблемам украинского конституционализма, теоретических основ обеспечения прав и свобод человека, административного права и процесса, гражданского и хозяйственного права, уголовного права, уголовного процесса и криминалистики, криминологии и уголовно-исполнительного права, философии права и юридической психологии, теории и практики оперативно-розыскной деятельности, полицеистики тому подобное. Акцентировано внимание и на современных направлениях исследований по юридической компаративистике, криминологической виктимологии, экономической безопасности, психологической реабилитации, введение полиграфных технологий и др.
Ряд исследований подтверждено государственными патентами на изобретения и отмечены государственными премиями.
Личный состав академии - резерв МВД и надежный партнер столичного гарнизона полиции в обеспечении публичной безопасности и порядка во время массовых мероприятий в Киеве и области.
По итогам ежегодных независимых социологических исследований НАВД подтверждает свой достаточно высокий рейтинг - ее неоднократно награждали авторитетной наградой «София Киевская» и признавали лучшим высшим учебным заведением в правоохранительной системе.
Таким образом, постепенно укрепляя свой потенциал в соответствии с требованиями МВД Украины, академия сейчас развивается во всех направлениях инновационной образовательной деятельности и зарекомендовала себя как ведущий научный и методический центр, базовое заведение для подготовки нового поколения правоохранителей.

## Структура НАВД
Ректор НАВД — генерал полиции первого ранга, доктор юридических наук, профессор Черней Владимир Васильевич.
Учебный процесс и научную работу обеспечивают 38 кафедр и пять профильных научных лабораторий. В академии работают семь академиков и членов-корреспондентов отраслевых академий наук Украины, более 50 докторов наук и профессоров, более 230 доцентов и кандидатов наук (докторов философии).
Выполняя научные задания МВД Украины, ученые академии обеспечивают реализацию более 200 прикладных тем, в том числе  по проблемам реформирования правоохранительной системы, правового и организационного обеспечения деятельности Национальной полиции, досудебного расследования, судебной экспертологии, противодействия преступлениям, охраны публичного порядка и безопасности.
В академии работают многочисленные кружки и студии: танцевальные, вокальные, театральные, работают различные спортивные секции.

### Известные преподаватели и выпускники
- В. В. Копейчиков — доктор юридических наук, профессор, академик Академии правовых наук Украины.
- Г. А. Радов — кандидат юридических наук, проректор, заслуженный юрист Украины.
- В. Н. Смитиенко — доктор юридических наук, профессор, академик Академии правовых наук Украины,
- А.Н. Волощук — ректор Одесского государственный университета внутренних дел, генерал-лейтенант милиции
- С. А. Тарарухин — судья Верховного суда Украинской ССР, кандидат юридических наук, профессор, заслуженный работник народного образования Украины